# Federació Internacional de Química Clínica i Medicina de Laboratori
La Federació Internacional de Química Clínica i Medicina de Laboratori o Federació Internacional de Química Clínica i Ciències de Laboratori Clínic (IFCC, de l'anglès International Federation of Clinical Chemistry and Laboratory Medicine) és una organització global que promou els camps de la química clínica i la medicina de laboratori. Es va establir el 1952 com a Associació Internacional de Bioquímics Clínics per organitzar les diferents societats nacionals d'aquests camps. L'organització pretén transcendir els límits del camp de la química clínica i la medicina de laboratori, construir la professionalitat dels membres a tot el món, difondre informació sobre les "millors pràctiques" a diversos nivells de tecnologia i desenvolupament econòmic, proporcionar un fòrum d'estandardització i traçabilitat, per millorar el nivell científic i la qualitat del diagnòstic i la teràpia dels pacients.
Els membres de la IFCC inclouen 88 societats nacionals i estan associades a 5 federacions regionals, 49 membres corporatius i 9 membres afiliats que representen a 45.000 especialistes en medicina de laboratori a tot el món.